# صنایع اسلحه اسرائیل
صنایع اسلحه اسرائیل (انگلیسی: Israel Weapon Industries) شرکت صنایع جنگ‌افزاری اسرائیلی است، که در سال ۱۹۳۳ تأسیس شد.